# 葉国柱
葉 国柱（よう こくちゅう）は、中華人民共和国の政治活動家。2008年北京オリンピックに関する諸問題を指摘し、政府に対して抗議運動を行った。

## 人物
北京オリンピックにむけて断行された強制的土地収用の被害者であった。こうした政府の政策に対して抗議運動を行ったところ、公共秩序を乱す反国家的行為とみなされ、懲役刑を受けることになった。
アムネスティ・インターナショナルによれば、獄中で両腕を縛られて天井から吊される拷問が行われたり、電気ショックを与える棒で殴打されるなど、彼に対して深刻な人権侵害が行われており、アムネスティは、葉国柱を「良心の囚人」とみなしている。
2007年、中国共産党第十七次全国代表大会を目前にして言論統制が一層強化される中で、9月末には葉国柱の兄弟や子供まで「国家転覆扇動罪」に問われて拘束される事態となった。